# Boy Olmi (padre)
Carlos Olmi (Buenos Aires, Argentina; 13 de agosto de 1922-Ibidem; ?), conocido como Boy Olmi, fue un actor, músico, navegante, abogado, representante y humorista argentino.

## Carrera
Estudió derecho desde 1939 hasta 1944, y dejó de estudiar al comenzar a doblarse, incursionando por terrenos del teatro, la comedia, el disparate y el humor acuoso; trabajando con Raimundo Soto y fueron vistos en esporádicas apariciones en tinglados del Cerro de Montevideo.
De joven integró un Club de hombres llamado La Sentina, que alquilaban un departamento en la Avenida Alvear y era lugar de encuentro, donde se escuchaba música, se contaban chistes y se divertían un poco. Ellos eran Sapo Ansaldo, Nino Bustamante, Negro Medina, Richard Malbrán y Rauly Escudero. Aunque también estaba Bousas, colaborador en las oficinas de Olmi.
Olmi solía hacer shows en Punta del Este allí conoció a un grupo de artistas uruguayos. Junto a  Jorge Schussheim y Raimundo Soto hizo Tres hombres para el show en La Fusa, provincia de Buenos Aires. También integraron Horacio Molina, Ricardo Espalter y Berugo Carámbula.
En Queen Bess o en la confitería Paris, ensayaba sus personajes : el mozo borracho que escandalizaba a los invitados, el presidente de una multinacional de visita en la Argentina que confundía los dichos al no conocer bien el español, o la parodia con Martín del niño al que le daban “Maderol” y se quedaba tieso.
En el discurso de cierre del Congreso Internacional de la Construcción que el hizo, el presidente del Congreso, latinoamericano, muy seriamente señaló que lo mejor del Congreso habían sido los chistes de Boy Olmi.
Apasionado por la navegación, llegó a ser secretario del Club Náutico Olivos, allí conoció a una mujer que lo hizo colaborar en relaciones públicas con la agencia Rosarolli & Asociados, una pequeña pero exitosa agencia de publicidad. Así, a través de él, desfilaron por la agencia figuras de la cultura y de la prensa como María Esther Vázquez, Odile Baron Supervielle, Bernardo Neustadt, Florencio Escardó y Carlos Monzón.
En 1979 interviene en la película Los Éxitos del Amor, con Graciela Alfano y Mario Sanchez. Y en 1984 interviene en la película La Rosales, con dirección de David Lipszyc, con Héctor Alterio, Alicia Bruzzo, Ricardo Darín y Soledad Silveyra. y en la cual actuó su hijo Boy Olmi Jr.
Propulsor del Café concert, fue además un notable músico. Su humor particular lo llevaron a las historietas como fue en el caso de Isidoro Cañones.

## Vida privada
Estuvo casado en primeras nupcias con la licenciada en psicología Mabel Allerand, autora de libros como Nos encontramos a las cuatro: Psicología transversal, Piedra libre y Terapia Gestáltica, con quien tuvo tres hijos, Janine Olmi (fallecida 1957) , Boy Olmi y Marina Olmi.
. Uno de ellos, Boy Olmi Jr es actor y director de cine, con quien tuvo la oportunidad de compartir el escenario en la obra El amante complaciente y Marina Victoria Olmi, artista. En segunas nupcias se casó con Marta Deheza, con quien tuvo dos hijos. Georgina Olmi, médica psiquiatra, y Martin Olmi, especialista en Marketing Digital. Es abuelo del actor Juan Luppi.

## Filmografía
- 1984: La Rosales.
- 1979: Los éxitos del Amor

## Televisión
- 1996/1998: Mi familia es un dibujo

## Teatro
- 1976: El amante complaciente.
- Tres hombres para el show
- 1976: Aquí voy, Ricardo con Ricardo Freixá
- 1960: El cariño boato